# Live Is Beautiful
Live Is Beautiful es un EP de la banda Sixx:A.M., el proyecto paralelo del bajista de Mötley Crüe Nikki Sixx. Fue lanzado junto con la edición de lujo de The Heroin Diaries Soundtrack y por separado, el 25 de noviembre de 2008. El EP fue grabado en vivo durante varias actuaciones de la banda en el Crüe Fest en el verano de 2008.

## Lista de canciones
Todas las canciones escritas y compuestas por Sixx:A.M.. 
| N.º | Título                           | Duración |  |
| 1.  | «X-Mas in Hell» (en vivo)        | 2:03     |  |
| 2.  | «Pray for Me» (en vivo)          | 4:39     |  |
| 3.  | «Heart Failure» (en vivo)        | 5:09     |  |
| 4.  | «Intermission» (en vivo)         | 1:51     |  |
| 5.  | «Dead Man's Ballet» (en vivo)    | 5:32     |  |
| 6.  | «Tomorrow» (en vivo)             | 5:08     |  |
| 7.  | «Accidents Can Happen» (en vivo) | 4:39     |  |
| 8.  | «Life Is Beautiful» (en vivo)    | 5:48     |  |

## Personal
- James Michael - Voz, guitarra rítmica, teclados
- DJ Ashba - Guitarra solista, coros
- Nikki Sixx - Bajo, coros
- Tony Palermo - Batería, percusión